# 세르다뇰라델발례스

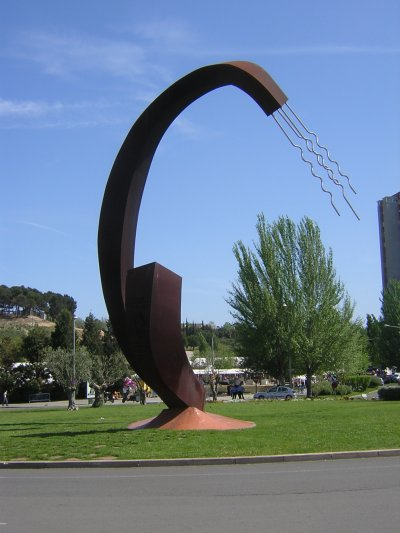
세르다뇰라델발례스

세르다뇰라델발례스(카탈루냐어: Cerdanyola del Vallès, 스페인어: Cerdanyola del Vallès 세르다니올라델바예스[*])는 스페인 카탈루냐 지방 바르셀로나주의 도시로 면적은 30.6km2, 높이는 32m, 인구는 57,402명(2014년 기준), 인구 밀도는 1,900명/km2이다.

시기
시 문장